# 斯坦利 (紐約州)
斯坦利（英語：Stanley）是位於美國紐約州安大略縣的非建制地區。

## 歷史
斯坦利的郵局自1873年營運至今。

## 地理
斯坦利所處的海拔為高於海平面271米（即889英呎），而該地所採用的時區為UTC-5，即北美东部时区（EST）。同時該地設有夏令時間，為UTC-5調快一小時，即UTC-4（EDT）。